# أقلام البحر
أقلام البحر (بالإنجليزية: Sea pen)‏ وهي نوع من أنواع المرجان البحري الرخو الترتيب، يشمل 14 عائلة وتنقسم إلى مجموعتين ورُتب فرعية. هذه الأنواع على ما يبدو موجودة في جميع البحار الاستوائية والمعتدلة.

## معرض صور

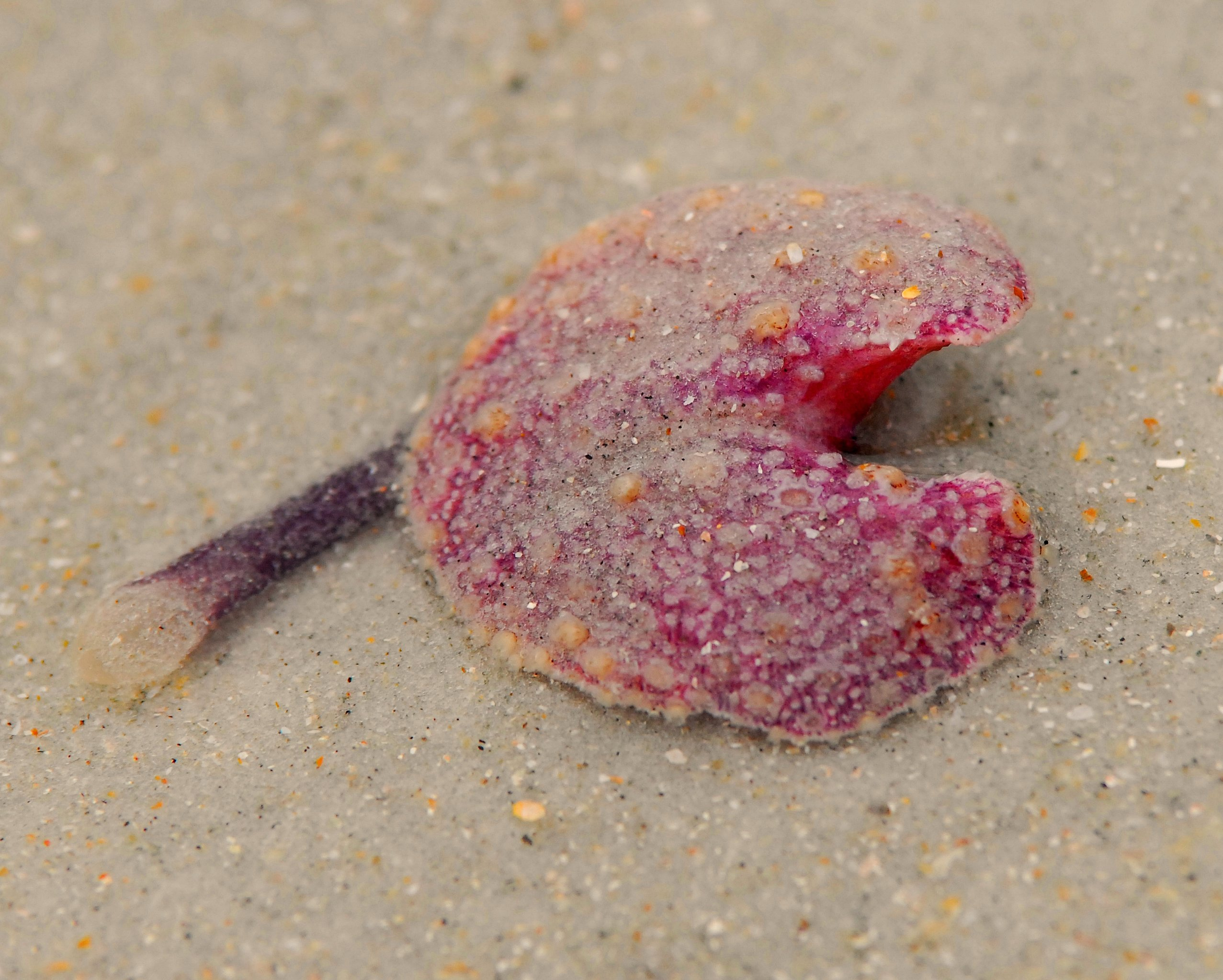
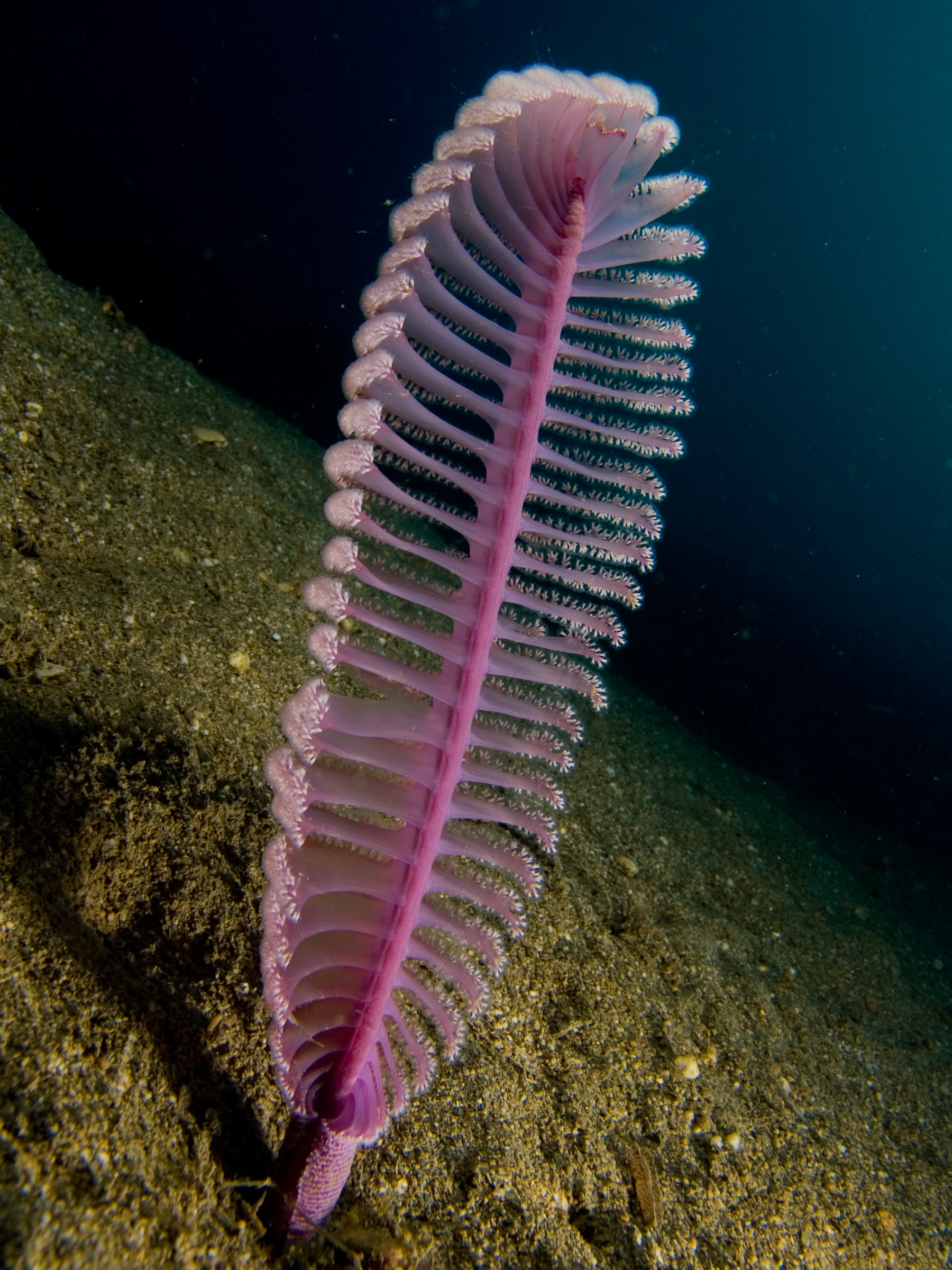
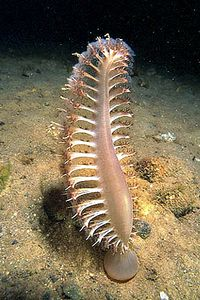
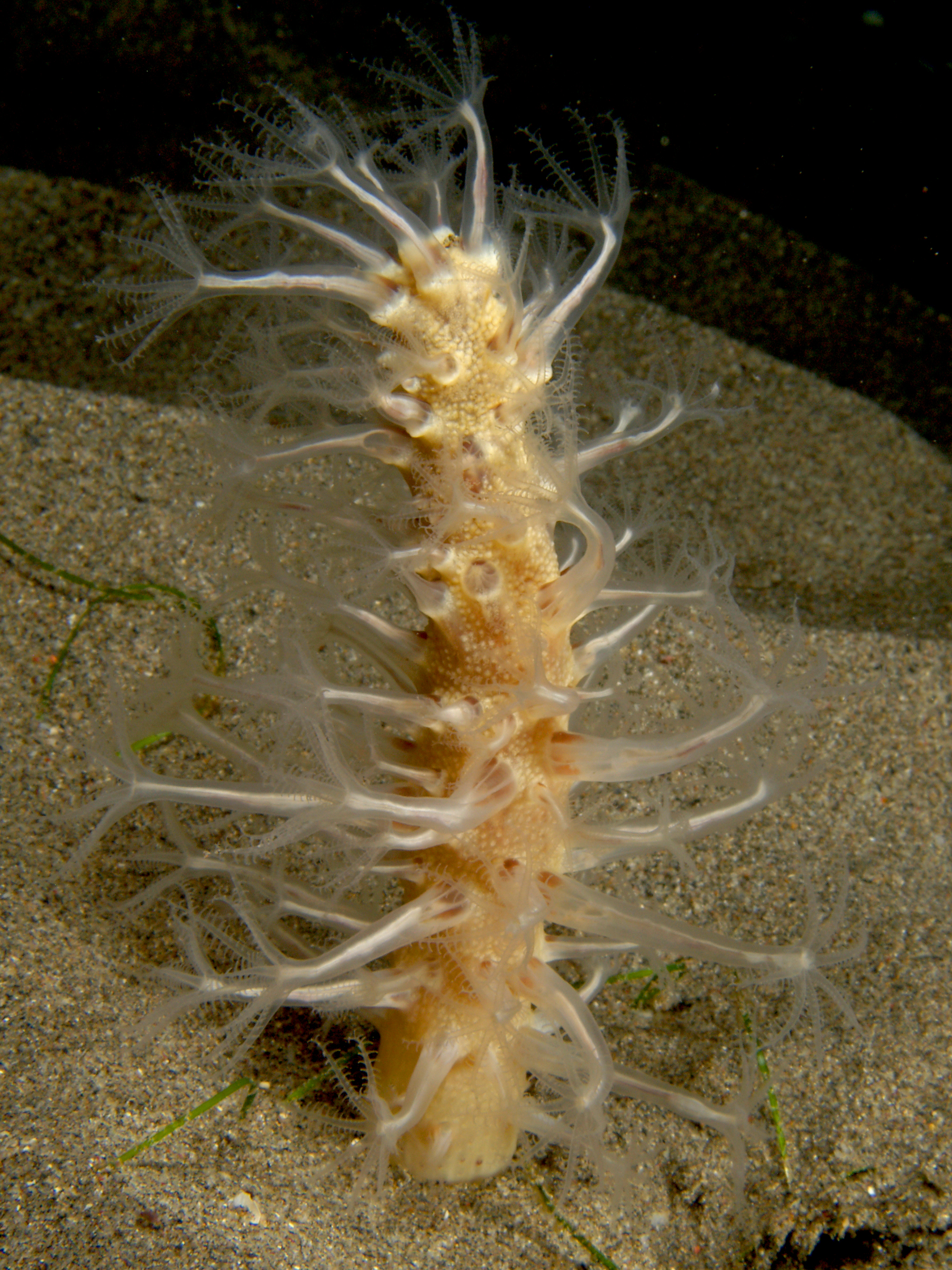
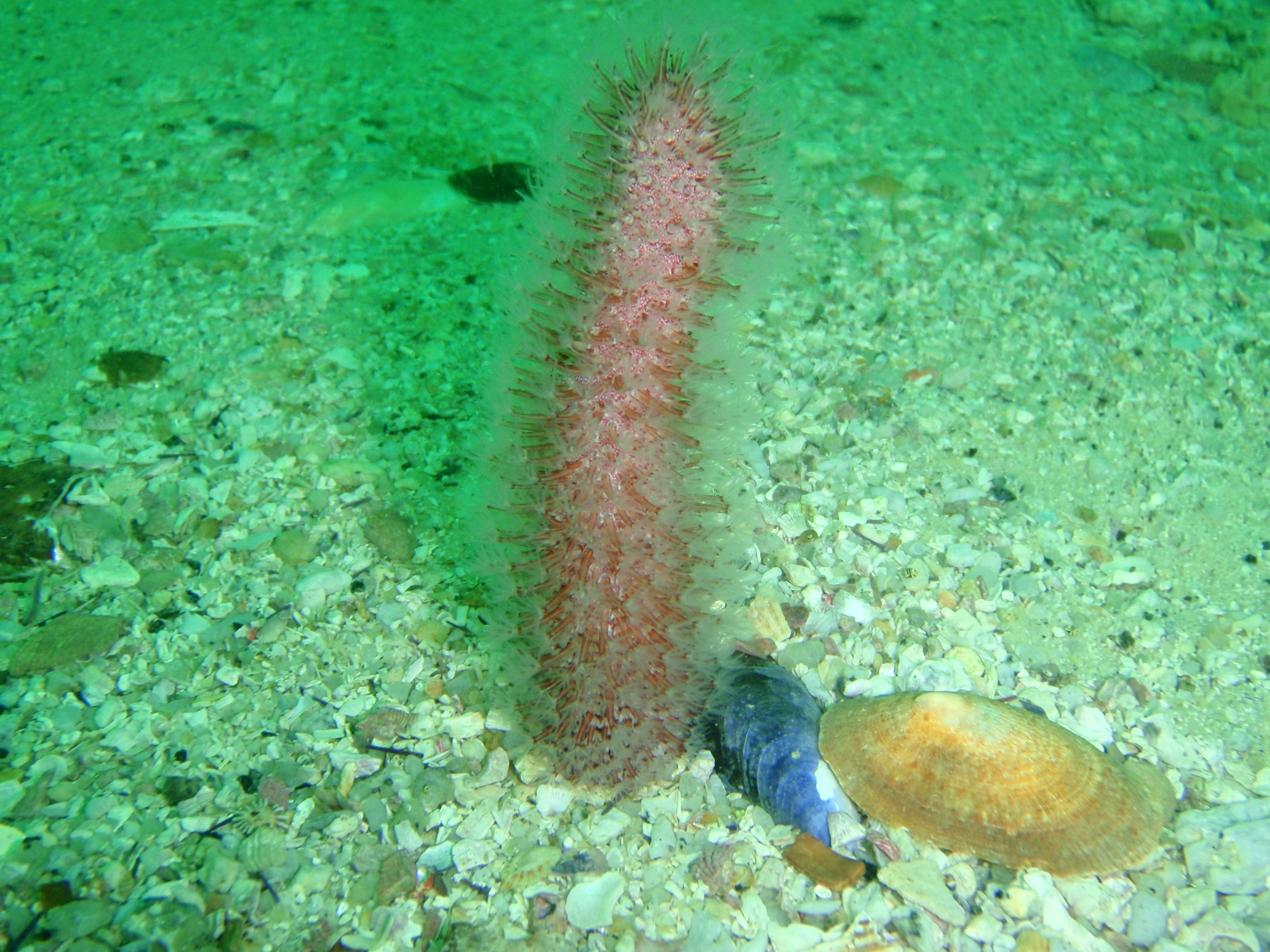